# Uvac (gmina Sjenica)
Uvac (cyr. Увац) – wieś w Serbii, w okręgu zlatiborskim, w gminie Sjenica. W 2011 roku liczyła 15 mieszkańców.